# کولونگا کوروویتسه
کولونگا کوروویتسه (به لهستانی:  Kolonia Kurowice) یک روستا در لهستان است که در گمینا سابنگه واقع شده‌است.